# رضا کورانلو
رضا کورانلو سیاست‌مدار ایرانی است ، که در  دوره بیست و سوم  به‌عنوان نماینده چاراویماق در مجلس شورای ملی حضور داشت.